# 圣母圣衣圣殿 (佛罗伦萨)

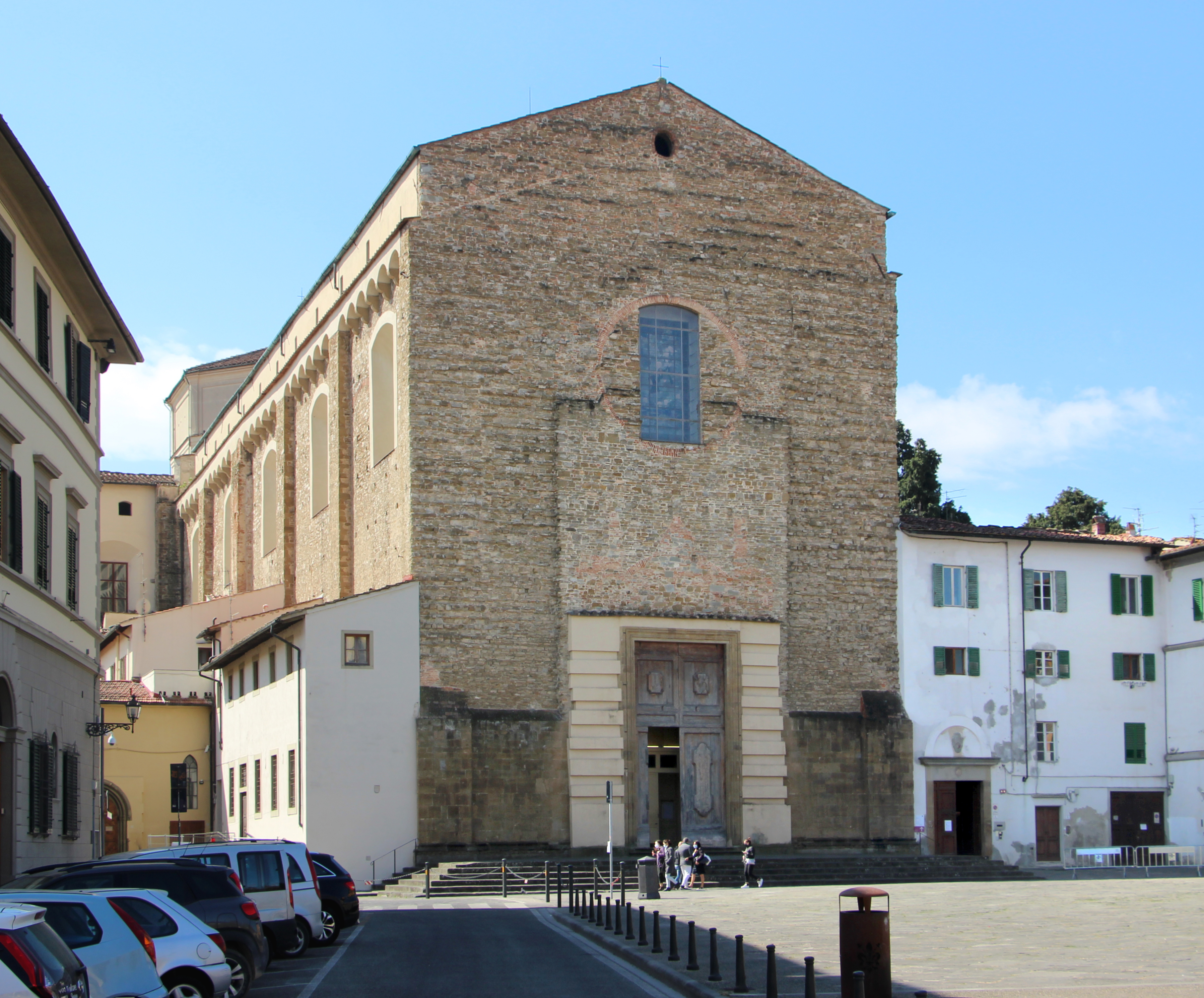
未完成的立面

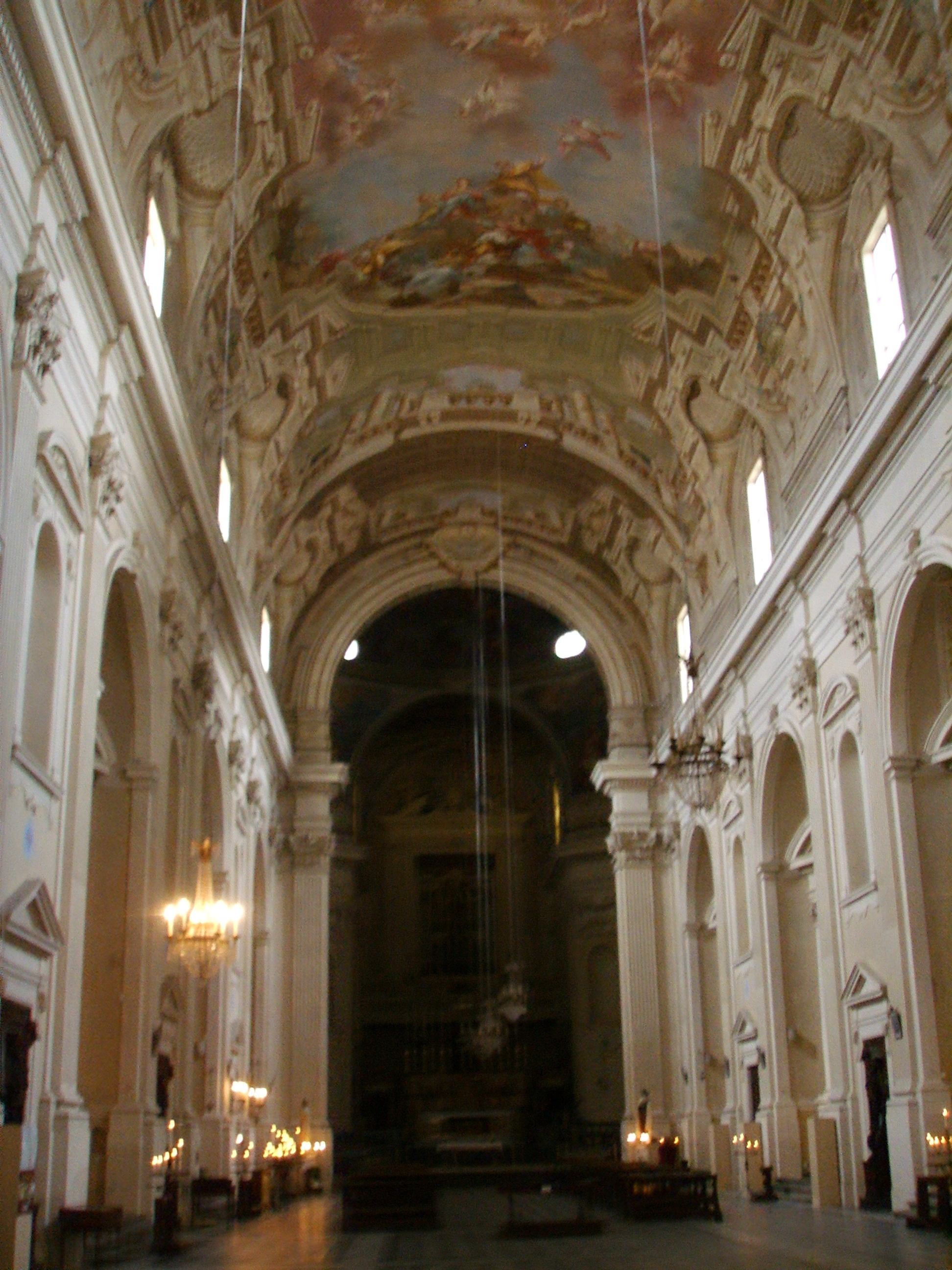
内部

佛罗伦萨卡尔米内圣母大殿（Basilica di Santa Maria del Carmine）是一座加尔默罗会教堂，位于意大利佛罗伦萨Oltrarno区。以布兰卡契礼拜堂的文艺复兴时期由马萨乔和马索利诺所作的壁画而著称。 
这座教堂尊敬圣母圣衣（Beatæ Virginis Mariæ de monte Carmelo），建于1268年，是加尔默罗会修道院（存在至今）。最初的罗曼式-哥特式面貌只能在内部看到一些遗迹。在1328年和1464年曾经两度扩建，增建了神父楼和食堂。